# Werner Brombach
Werner Brombach (* 29. Dezember 1939 in Erding) ist ein deutscher Braumeister und Unternehmer. Er ist Inhaber der Privatbrauerei Erdinger Weißbräu.

## Leben
Brombach wurde als jüngster von drei Söhnen des Brauereibesitzers Franz Brombach geboren. Er studierte Brauwissenschaften mit Abschluss Diplom-Braumeister sowie anschließend Betriebswirtschaft und trat 1965 in das elterliche Unternehmen ein. Nach dem Tod seines Vaters 1975 übernahm er die Leitung des Unternehmens und baute es in der Folge zur größten Weißbierbrauerei der Welt aus.
Mit Investitionen in einer Höhe von 45 Millionen D-Mark leitete er Anfang der 1980er Jahre eine umfassende Modernisierung des Unternehmens ein. Am Stadtrand von Erding ließ er 1983 eine neue Brauerei errichten, mit der der Ausstoß auf bis zu 165.000 Flaschen pro Stunde gesteigert werden konnte. Er begann die Marke Erdinger Weißbier weltweit zu vermarkten. Im Jahr 2004 wurde das Bier in mehr als 70 Länder exportiert, 2018 in 90 Länder.

## Auszeichnungen
- 2002: Ehrenbürger von Erding[3][4]
- 2005: Bayerischer Verdienstorden für seine Lebensleistung[5]
- 2012: Ehrenring des Landkreises Erding[6]
- 2019: Reiherorden der Faschingsgesellschaft Narrhalla Erding[7]
- 2020: Bayerische Verfassungsmedaille in Silber[8]